# میکی یامانه
میکی یامانه (山根 視来 Yamane Miki, زادهٔ ۲۲ دسامبر ۱۹۹۳)؛ بازیکن فوتبال اهل ژاپن است. او برای باشگاه فوتبال کاوازاکی فرونتال و تیم ملی ژاپن بازی کرده‌است.